# Miass (città)
Miass è una città della Russia centrale (oblast' di Čeljabinsk), situata nei monti Urali sul fiume omonimo, a circa 100 km di distanza in direzione ovest dal capoluogo Čeljabinsk.
Fondata nel 1773 come centro minerario per l'estrazione del rame, crebbe nel secolo successivo a causa della scoperta di giacimenti auriferi; ottenne lo status di città nel 1926.